# Ben Reifel
Benjamin Reifel, känd som Lone Feather, född 19 september 1906 i Rosebud Indian Reservation i Todd County i South Dakota, död 2 januari 1990 i Sioux Falls i South Dakota, var en amerikansk politiker (republikan) och administratör vid Bureau of Indian Affairs. Han var ledamot av USA:s representanthus 1961–1971.
Reifel efterträdde 1961 George McGovern som kongressledamot och efterträddes 1971 av Frank Denholm.
Reifel var den första lakotaindianen i USA:s representanthus. Han utsågs till hedersdoktor vid South Dakota State University, University of South Dakota och Northern State College.